# تريسي هوارد
تريسي هوارد (بالإنجليزية: Tracy Howard)‏ هو لاعب كرة قدم أمريكية أمريكي، ولد في 29 أبريل 1994 في ميرامار في الولايات المتحدة.

## وصلات خارجية
- تريسي هوارد على موقع مرجع كرة القدم المحترفة.كوم (الإنجليزية)